# Denhama longiceps
Denhama longiceps är en insektsart som först beskrevs av Brunner von Wattenwyl 1907.  Denhama longiceps ingår i släktet Denhama och familjen Phasmatidae. Inga underarter finns listade i Catalogue of Life.